# Pamelamyia stuckenbergorum
Pamelamyia stuckenbergorum är en tvåvingeart som beskrevs av Kessel och Clopton 1970. Pamelamyia stuckenbergorum ingår i släktet Pamelamyia och familjen svampflugor. Inga underarter finns listade i Catalogue of Life.